# 15804 Yenisei
15804 Yenisei este un asteroid din centura principală de asteroizi.

## Descriere
15804 Yenisei este un asteroid din centura principală de asteroizi. A fost descoperit pe 9 martie 1994 la Caussols de Eric Walter Elst. Asteroidul prezintă o orbită caracterizată de o semiaxă mare de 2,74 ua, o excentricitate de 0,05 și o înclinație de 6,3° în raport cu ecliptica.